# 金星橡膠
金星橡膠股份有限公司為越南國營的輪胎製造商，成立於1960年，總部設於河內市青春郡上亭坊，主要產品為自行車、機車、卡車、飛機等機動車輛之內、外胎，另外也生產V型皮帶等橡膠製品。
該公司與中越的峴港橡膠、南越的南方橡膠等二家公司合稱為越南三大國營輪胎廠。

## 旗下關係企業
該公司轄下的關係企業共有：
- 總公司：河內市青春郡上亭坊阮廌路231號
- 宣和廠：河內市麊泠縣宣和社
- 太平廠：太平省太平市田蓬坊
- 胡志明辦事處：胡志明市第一郡阮秉謙路63號
- 峴港辦事處：峴港市阮氏明開路102號

## 外部連結
- （越南文）金星橡膠官方網站 （页面存档备份，存于）